# Mimia
Mimia is een geslacht van vlinders van de familie dikkopjes (Hesperiidae), uit de onderfamilie Pyrginae.

## Soorten
- M. chiapaensis Freeman, 1969
- M. phidyle (Godman & Salvin, 1894)